# 松尾隆佑
松尾 隆佑（まつお りゅうすけ、1983年 - ）は、日本の政治学者。政治学博士 (法政大学) 。
宮崎大学テニュアトラック推進室 テニュアトラック講師。2019年に「第12回社会倫理研究奨励賞 審査員賞」受賞（南山大学社会倫理研究所）。

## 略歴・人物
青森県生まれ。青森県立八戸高等学校を卒業後、一橋大学社会学部へ入学。2006年より、一橋大学大学院社会学研究科に進学し総合社会科学を専攻する。2011年に法政大学大学院政治学研究科において博士後期課程を修了し、博士号取得。
2012年、法政大学大学院政治学専攻委員会専攻誌編集委員。2014年、法政大学サステイナビリティ研究所編集委員。2017年、法政大学法学部兼任講師。2020年、宮崎大学キャリアマネジメント推進機構 テニュアトラック推進室 テニュアトラック講師を経て、2023年より宮崎大学テニュアトラック推進室 テニュアトラック講師を務める。
また、2012年から「政治と理論研究会」幹事、2020年から日本政治学会「年報2023-Ⅱ号編集委員会」委員を務めている。

## 著作等

### 単著
- 『ポスト政治の政治理論：ステークホルダー・デモクラシーを編む』（法政大学出版局、2019年）

### 共著
- 『政策提案 原発事故被災からの回復に向けた被災者・被災地のイニシアティヴ』（法政大学サステイナビリティ研究所、原発事故被災地再生研究会、2018年）
- 『よくわかる政治思想』（ミネルヴァ書房、2021年）
- 『アナキズムを読む：〈自由〉を生きるためのブックガイド』（皓星社、2021年）
- 『民主主義に未来はあるのか？』（法政大学出版局、2022年）
- 『図録 政治学』（弘文堂、2023年）

## 受賞歴
- 政治思想学会「研究奨励賞」（2015年）
- 日本公共政策学会「奨励賞」（2018年）
- 南山大学社会倫理研究所「第12回社会倫理研究奨励賞 審査員賞」（2019年）

## 専門分野
- 政治思想
- 政治理論
- 公共政策学